# Coronel Fábio Candido
Fábio Rogério Candido (12 de julho de 1972; São José do Rio Preto, São Paulo) conhecido também como Coronel Fábio Candido, é um político brasileiro atualmente filiado ao Partido Liberal (PL). Atualmente é prefeito de São José do Rio Preto. É graduado em Ciências Policiais de Segurança e Ordem Pública pela Academia de Polícia Militar do Barro Branco e em direito pelo Centro Universitário do Norte Paulista. É mestre e doutor em Ciências Policiais de Segurança e Ordem Pública pelo Centro de Altos Estudos Superiores, da Academia de Polícia Militar do Barro Branco.

## Biografia
Nascido no dia 12 de julho de 1972, filho de Cláudio Candido, Fábio ingressou aos 15 anos para a polícia militar e foi declarado aspirante a oficial em 1993. Em 2013 concluiu o mestrado em Ciências Policiais. Em 2015 concluiu o doutorado em Ciências Policiais.Foi professor de Direito Processual Penal da Academia de Polícia Militar do Barro Branco (2001 a 2017), professor do Mestrado em Ciências Policiais de Segurança e Ordem Pública (2016/17), e do Doutorado em Ciências Policiais de Segurança e Ordem Pública (2016/17).  Em 2016, publicou um livro chamado Direto Policial: o Ciclo Completo de Polícia, através da Juruá Editora.
Como Tenente Coronel da Polícia Militar do Estado de São Paulo foi Comandante do 17 Batalhão de Polícia Militar do Interior, com sede na cidade de São José do Rio Preto/SP.  Em setembro de 2019 assumiu o comando da Escola de Educação Física da Policia Militar, posteriormente, em fevereiro de 2020, Fábio Candido assumiu como Comandante do Policiamento do Interior 5 (CPI-5).

## Carreira política
Em 2022 ingressou na política, concorrendo as eleições e disputando para deputado estadual no mesmo ano, obtendo cerca de 38.463 votos, ficando como suplente. 
Dois anos depois, durante as eleições municipais, Coronel Fábio Candido concorreu as eleições municipais de São José do Rio Preto, vencendo seu adversário Itamar Borges no segundo turno e eleito com 123.349 votos (59,97% dos votos válidos).

## Desempenho eleitoral
| Ano  | Eleição                            | Cargo             | Partido                                       | Partido | Coligação            | Vice | Votos   | Votos  | Votos | Votos         | Resultado | Ref.  |
| Ano  | Eleição                            | Cargo             | Partido                                       | Partido | Coligação            | Vice | T.      | Total  | %     | P.            | Resultado | Ref.  |
| ---- | ---------------------------------- | ----------------- | --------------------------------------------- | ------- | -------------------- | ---- | ------- | ------ | ----- | ------------- | --------- | ----- |
| 2022 | Estadual do São Paulo              | Deputado Estadual |                                               | PL      | —                    | —    | 1º      | 38.463 | 0,17% | 160°          | Suplente  | [ 8 ] |
| 2024 | Municipal de São José do Rio Preto | Prefeito          | Rio Preto de Verde e Amarelo (PL, NOVO e PMB) | PL      | Fábio Marcondes (PL) | 1º   | 88.852  | 40,46% | 1º    | Segundo turno | [ 9 ]     |       |
| 2024 | Municipal de São José do Rio Preto | Prefeito          | Rio Preto de Verde e Amarelo (PL, NOVO e PMB) | PL      | Fábio Marcondes (PL) | 2º   | 123.349 | 59,97% | 1º    | Eleito        | [ 9 ]     |       |